# Mitropapokal (Fußball)
Der Mitropapokal, auch Mitropacup (offizieller Name: La Coupe de l’Europe Centrale), war im Fußball der erste große internationale Wettbewerb der Welt für Vereinsmannschaften und in der Zeit vor dem Zweiten Weltkrieg die wichtigste Trophäe im kontinentaleuropäischen Vereinsfußball. Er wird als Vorgänger des Europapokals beziehungsweise der Champions League gesehen. Der Name Mitropa leitet sich aus dem Wort Mitteleuropa ab. Der Name steht – entgegen entsprechender Legenden – in keinem Zusammenhang mit dem Eisenbahn-Unternehmen MITROPA.

## Geschichte des Mitropapokals 1927 bis 1940

### Vorgeschichte und Gründung
Als erster „grenzübergreifender“ Wettbewerb für Fußballvereine wurde im Jahre 1897 der Challenge-Cup von John Gramlick senior, einem Mitbegründer des Vienna Cricket and Football-Club, geschaffen. An diesem Pokalwettbewerb konnten alle Vereine Österreich-Ungarns teilnehmen, die ansonsten nicht in Meisterschaftswettbewerben aufeinander trafen. Der Challenge-Cup wurde bis zum Jahre 1911 ausgetragen und wird heute als Vorläufer des Mitropacups angesehen.
Die Idee eines europaweiten Cupwettbewerbes kam nach dem Ersten Weltkrieg auf. Zentrum dieser Idee waren die mitteleuropäischen Länder, die damals im Fußballsport führend waren. Zu Beginn der 1920er-Jahre führten sie als erste Nationen Kontinentaleuropas professionelle Ligen ein. Den Beginn machte Österreich 1924, gefolgt von Ungarn 1925 und der Tschechoslowakei 1926. Um die Vormachtstellung dieser Länder im europäischen Fußball zu stärken und den professionellen Vereinen in wirtschaftlicher Hinsicht unter die Arme zu greifen, wurde am 17. Juli 1927 im italienischen Venedig die Einführung des Mitropacups beschlossen. Die Initiative ging hierbei vom österreichischen Verbandskapitän Hugo Meisl aus. Zudem einigte man sich auch auf die Austragung eines Europapokals für Nationalmannschaften (Europameisterschaft), wobei in einem Meisterschaftssystem über mehrere Jahre hinweg gespielt werden sollte.

### Anfang und Blütezeit

Nationen, aus denen Vereine am Mitropacup teilnahmen (1927–1940)

Bereits in der ersten Saison des Mitropapokals gab es sowohl bei den Vereinen sowie den Fans einen großen Zuspruch. Die erste Austragung startete am 14. August 1927 mit den besten Teams (zumeist Meister und Vizemeister oder Pokalsieger) Österreichs, Ungarns, Jugoslawiens und der Tschechoslowakei. Seitdem wurde die Anzahl der teilnehmenden Länder und Vereine stetig vergrößert. 1929 nahmen erstmals die besten Mannschaften Italiens teil, die ab der darauf folgenden Saison in einer professionellen Liga spielten. 1936 nahmen bereits 20 verschiedene Vereine, darunter erstmals vier Schweizer Teams, teil. Ein Jahr darauf kamen auch die rumänischen Mannschaften hinzu.
Der Mitropacup wurde vor allem durch die österreichischen, ungarischen, tschechoslowakischen und italienischen Teams dominiert, die alle Finals für sich entscheiden konnten. Die Zuschauerzahlen lagen teilweise bei 100.000 Fans, die Duelle waren vor allem durch ihre Härte geprägt. Der Schriftsteller Friedrich Torberg schrieb dazu „Was ein richtiges Mitropacup-Match ist, muss auf der Botschaft zu Ende gespielt werden“. Die Matches waren neben den Länderspielen ein Höhepunkt in der Fußballsaison und wurden oftmals als Länderkampf gesehen. Sie lebten vom Aufeinandertreffen von damaligen Fußballstars wie Matthias Sindelar und Giuseppe Meazza (Finale 1933).

### Zweiter Weltkrieg und Ende
Mit dem Aufstieg des Nationalsozialismus kam das Ende des Mitropacups. Nach dem Anschluss Österreichs durch das Deutsche Reich 1938 verlor der Wettbewerb sein erstes Gründungsland. 1939 spielten nur noch acht Teams um den Pokal; 1940 musste der Wettbewerb nach Ausbruch des Zweiten Weltkrieges abgebrochen werden, wobei die ausstehenden Finalpartien nicht mehr ausgetragen werden konnten. Es wurden zwar weiterhin Spiele zwischen „ostmärkischen“ Teams, Vereinen aus dem Protektorat Böhmen und Mähren sowie aus dem deutschlandfreundlichen Ungarn ausgetragen, jedoch ohne vergleichbare Resonanz.

## Endspiele (1927–1940)
| Jahr | Finalpaarung (Sieger fettgedruckt) | Finalpaarung (Sieger fettgedruckt) | Finalpaarung (Sieger fettgedruckt) |
| Jahr |                                    | Ergebnisse                         |                                    |
| ---- | ---------------------------------- | ---------------------------------- | ---------------------------------- |
| 1927 | Sparta Prag                        | 6:2 / 1:2                          | SK Rapid Wien                      |
| 1928 | Ferencváros Budapest               | 7:1 / 3:5                          | SK Rapid Wien                      |
| 1929 | Újpesti FC                         | 5:1 / 2:2                          | Slavia Prag                        |
| 1930 | Sparta Prag                        | 0:2 / 3:2                          | SK Rapid Wien                      |
| 1931 | Wiener AC                          | 2:3 / 1:2                          | First Vienna FC                    |
| 1932 | AGC Bologna                        | 2:0 / 0:1 *                        | First Vienna FC                    |
| 1933 | AS Ambrosiana-Inter Mailand        | 2:1 / 1:3                          | FK Austria Wien                    |
| 1934 | SK Admira Wien                     | 3:2 / 1:5                          | AGC Bologna                        |
| 1935 | Ferencváros Budapest               | 2:1 / 0:3                          | Sparta Prag                        |
| 1936 | FK Austria Wien                    | 0:0 / 1:0                          | Sparta Prag                        |
| 1937 | Ferencváros Budapest               | 4:2 / 5:4                          | Lazio Rom                          |
| 1938 | Slavia Prag                        | 2:2 / 2:0                          | Ferencváros Budapest               |
| 1939 | Ferencváros Budapest               | 1:4 / 2:2                          | Újpesti FC                         |
| 1940 | Ferencváros Budapest               | nicht ausgetragen                  | FC Rapid Bukarest                  |

## Ranglisten / Rekorde (1927–1940)
| Rang | Klub                 | Siege | Jahr(e)    |
| ---- | -------------------- | ----- | ---------- |
| 1    | Ferencváros Budapest | 2     | 1928, 1937 |
|      | Sparta Prag          | 2     | 1927, 1935 |
|      | Újpesti FC           | 2     | 1929, 1939 |
|      | FK Austria Wien      | 2     | 1933, 1936 |
|      | AGC Bologna          | 2     | 1932, 1934 |
| 6    | SK Rapid Wien        | 1     | 1930       |
|      | Slavia Prag          | 1     | 1938       |
|      | First Vienna FC      | 1     | 1931       |

| Rang | Land               | Siege |
| ---- | ------------------ | ----- |
| 1    | Österreich         | 4     |
|      | Ungarn             | 4     |
| 3    | Tschechoslowakei   | 3     |
| 4    | Königreich Italien | 2     |

| Rang | Spieler            | Klub                                                 | Spiele |
| ---- | ------------------ | ---------------------------------------------------- | ------ |
| 1    | Jaroslav Burgr     | Sparta Prag                                          | 50     |
| 2    | Josef Čtyřoký      | Sparta Prag                                          | 45     |
| 3    | Josef Košťálek     | Sparta Prag                                          | 44     |
|      | Gyula Lázár        | Ferencváros Budapest                                 | 44     |
| 5    | György Sárosi      | Ferencváros Budapest                                 | 43     |
| 6    | Oldřich Nejedlý    | Sparta Prag                                          | 42     |
|      | József Háda        | Ferencváros Budapest                                 | 42     |
|      | Géza Toldi         | Ferencváros Budapest                                 | 42     |
| 9    | Raymond Braine     | Sparta Prag                                          | 40     |
|      | Gyula Polgár       | Ferencváros Budapest                                 | 40     |
| 11   | Lajos Korányi      | Ferencváros Budapest                                 | 36     |
| 12   | Erich Srbek        | Sparta Prag                                          | 35     |
|      | Jaroslav Bouček    | Sparta Prag                                          | 35     |
| 14   | Giovanni Ferrari   | Juventus Turin (24) AS Ambrosiana-Inter Mailand (10) | 34     |
|      | Mihai Tänzer       | Ferencváros Budapest                                 | 34     |
| 16   | František Plánička | Slavia Prag                                          | 33     |
|      | Gyula Kiss         | Ferencváros Budapest                                 | 33     |
| 18   | Josef Smistik      | SK Rapid Wien                                        | 32     |
|      | Mario Varglien     | Juventus Turin                                       | 32     |
| 20   | Matthias Sindelar  | FK Austria Wien                                      | 31     |
| 21   | Leopold Hofmann    | First Vienna FC                                      | 30     |

| Rang | Spieler           | Klub                                      | Tore |
| ---- | ----------------- | ----------------------------------------- | ---- |
| 1    | György Sárosi     | Ferencváros Budapest                      | 49   |
| 2    | Giuseppe Meazza   | AS Ambrosiana-Inter Mailand               | 29   |
|      | Géza Toldi        | Ferencváros Budapest                      | 29   |
| 4    | Gyula Zsengellér  | Újpesti FC                                | 24   |
|      | Matthias Sindelar | FK Austria Wien                           | 24   |
| 6    | Oldřich Nejedlý   | Sparta Prag                               | 21   |
| 7    | Raymond Braine    | Sparta Prag                               | 19   |
|      | / Stefan Auer     | Újpesti FC Rapid Bukarest                 | 19   |
| 9    | Franz Weselik     | SK Rapid Wien                             | 16   |
| 10   | Josef Bican       | SK Rapid Wien WSC Admira Wien Slavia Prag | 15   |
|      | Ferdinand Wesely  | SK Rapid Wien                             | 15   |

| Saison      | Spieler           | Klub                        | Tore |
| ----------- | ----------------- | --------------------------- | ---- |
| 1927        | Josef Silný       | Sparta Prag                 | 5    |
| 1928        | József Takács     | Ferencváros Budapest        | 10   |
| 1929        | Stefan Auer       | Újpest Budapest             | 10   |
| 1930        | Giuseppe Meazza   | AS Ambrosiana-Inter Mailand | 7    |
| 1931        | Heinrich Hiltl    | Wiener AC                   | 7    |
| 1932        | Renato Cesarini   | Juventus Turin              | 5    |
| 1933        | Raimundo Orsi     | Juventus Turin              | 5    |
| 1933        | František Kloz    | Sparta Prag                 | 5    |
| 1933        | Giuseppe Meazza   | AS Ambrosiana-Inter Mailand | 5    |
| 1933        | Matthias Sindelar | FK Austria Wien             | 5    |
| 1934        | Carlo Reguzzoni   | AGC Bologna                 | 10   |
| 1935        | György Sárosi     | Ferencváros Budapest        | 9    |
| 1936        | Giuseppe Meazza   | AS Ambrosiana-Inter Mailand | 10   |
| 1937        | György Sárosi     | Ferencváros Budapest        | 12   |
| 1938        | / Josef Bican     | Slavia Prag                 | 10   |
| 1939        | Gyula Zsengellér  | Újpest Budapest             | 9    |
| 1940        | György Sárosi     | Ferencváros Budapest        | 5    |
| Rekordmarke |                   |                             |      |

## Zentropapokal 1951
Nach Ende des Zweiten Weltkrieges gab es insbesondere von italienischer und österreichischer Seite Bestrebungen, den Mitropacup wiederaufleben zu lassen. Seine erste Neuauflage erlebte der Wettbewerb im Jahre 1951 unter dem Titel „Zentropacup“. Anders als der Europapokal der Fußball-Nationalmannschaften, der bereits 1948 wieder eingeführt wurde, wurde der Mitropacup allerdings erst wieder ab 1955 regelmäßig ausgetragen.
| Saison | Austragungsort | Sieger        |   | Finalist       | Endergebnis |
| ------ | -------------- | ------------- | - | -------------- | ----------- |
| 1951   | Wien           | SK Rapid Wien | – | SC Wacker Wien | 3:2         |

## Der neue Mitropacup und sein Ende (1955 bis 1992)
Im Jahre 1954 kam es zur Gründung der UEFA. Im Rahmen ihres ersten Kongresses in Wien vom 2. bis 3. März 1955 wurde auch die Wiedereinführung des Mitropacups beschlossen. Man einigte sich, dass an diesem Wettbewerb die Meister und Pokalsieger Österreichs, Italiens, Ungarns, der Tschechoslowakei und Jugoslawiens teilnehmen würden, obgleich mehrere Länder, insbesondere Rumänien, darum baten, ebenfalls teilnehmen zu dürfen. Am 7. Mai 1955 wurde diese Neuauflage des Wettbewerbes von der FIFA anerkannt und die UEFA gebeten, die Austragung zu übernehmen. Im selben Jahr kam es jedoch zur Einführung des Europapokals der Landesmeister, was den Wettbewerb schlagartig abwertete. Dennoch war der Zuspruch zum Mitropacup in den Teilnehmerländern anfangs noch groß; das Finale von 1956 verzeichnete 110.000 Zuschauer im Entscheidungsspiel in Budapest.
Die Begeisterung währte allerdings nur kurz und die Veranstalter führten immer wieder Neuerungen ein. So wurden teilweise die Ergebnisse der Mannschaften zu einer Länderwertung addiert oder die Wettbewerbe wurden in einem Tabellenmodus ausgetragen. Am Mitropacup nahmen jedoch bald nur noch mittelklassige Teams teil, die keine Chance auf einen Europapokalstartplatz hatten. Insbesondere italienische Teams, die selbst noch keinen Titel gewinnen konnten, luden in der Endzeit des Turniers zum Mitropacupturnier ein, um so leicht ihre nicht vorhandene Titelsammlung aufzuwerten. 1989 nahmen gerade einmal drei Mannschaften teil. Bei der letzten Austragung 1992 waren vier Mannschaften am Start. Nachdem der Gastgeber US Foggia bereits in seinem ersten Spiel ausgeschieden war, fand das Finale vor nur knapp 900 Zusehern statt.

### Liste der Sieger
1955  Budapesti Vörös Lobogó

1956  Vasas Budapest

1957  Vasas Budapest

1958  Roter Stern Belgrad 1

1959  Honvéd Budapest

1960  Ungarn 2

1961  FC Bologna

1962  Vasas Budapest

1963  MTK Budapest

1964  Sparta Prag

1965  Vasas Budapest

1966  AC Florenz

1967  Spartak Trnava

1968  Roter Stern Belgrad

1969  FK Inter Bratislava

1970  Vasas Budapest

1971  Čelik Zenica

1972  Čelik Zenica

1973  Bányász Tatabánya

1974  Bányász Tatabánya

1975  Wacker Innsbruck

1976  Wacker Innsbruck

1977  Vojvodina Novi Sad

1978  FK Partizan Belgrad

1979 kein Wettbewerb

1980  Udinese Calcio

1981  TJ Tatran Prešov

1982  AC Mailand

1983  Vasas Budapest

1984  SC Eisenstadt

1985  NK Iskra Bugojno

1986  SC Pisa

1987  Ascoli Calcio

1988  SC Pisa

1989  Baník Ostrava

1990  AS Bari

1991  AC Turin

1992  Borac Banja Luka